# 罗什莱布拉蒙
罗什莱布拉蒙（法語：Roches-lès-Blamont，法語發音：[ʁɔʃ lɛ blamɔ̃]，意为“布拉蒙附近的罗什”）是法国杜省的一个市镇，属于蒙贝利亚尔区。

## 地理
罗什莱布拉蒙（47°24'35"N, 6°51'5"E）面积5.44 平方千米，位于法国勃艮第-弗朗什-孔泰大區杜省，该省份为法国东部内陆省份，北起上索恩省，西接汝拉省，东部及东南部与瑞士接壤，东北部与贝尔福地区省接壤。
与罗什莱布拉蒙接壤的市镇（或旧市镇、城区）包括：蒂莱、布拉蒙、欧特绍鲁瓦德、邦德瓦勒、埃屈尔塞、格莱、埃里蒙库尔、梅利耶尔。

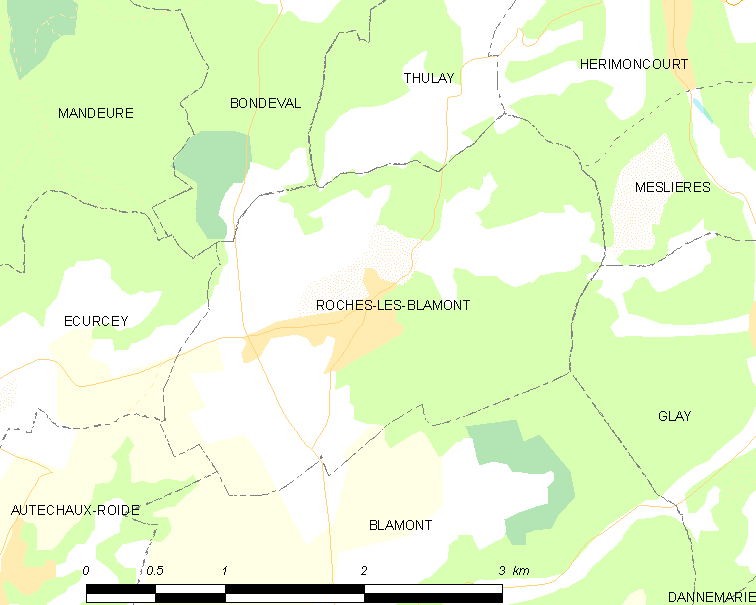
罗什莱布拉蒙的OSM定位图

罗什莱布拉蒙的时区为UTC+01:00、UTC+02:00（夏令时）。

## 行政
罗什莱布拉蒙的邮政编码为25310，INSEE市镇编码为25497。

## 政治
罗什莱布拉蒙所属的省级选区为迈什县。

## 人口

1962-2008年间罗什莱布拉蒙人口变化图示

罗什莱布拉蒙于2022年1月1日时的人口数量为611人。